# Terry Holiday
Terry Holiday (Ciudad de México; 5 de octubre de 1955) es una actriz, bailarina, artista y vedette mexicana.

## Biografía
Terry Holiday nació en 1955 en la Ciudad de México, hija de una madre pianista y un padre bohemio. Creció en la colonia Santa María la Ribera de la Ciudad de México y eventualmente radicó con su familia en California. De acuerdo a sus propias palabras, desde su infancia supo que tenía una vocación artística dentro de ella. También supo acerca de su verdadera identidad femenina y según sus propias palabras su familia, en términos generales, no tuvo problemas en aceptar su verdadera naturaleza. Cursó sus estudios en el Colegio del Tepeyac, en el Colegio Cristóbal Colón y Instituto Juárez Coyoacán de la capital mexicana. En 1965 estudió en el Taller Infantil de Artes Plásticas no. 1. Hacia 1972, estudió en la Escuela Nacional de Pintura, Escultura y Grabado "La Esmeralda". Siendo muy joven, se convirtió en asidua visitante de la Zona Rosa. De forma paralela, comenzó sus primeros pasos en el mundo de la actuación. Terry comenzó a dar show como female impersonator en un bar gay de la capital mexicana llamado Mio Mondo, propiedad de un amigo suyo llamado Alfonso Gómez Evans. Su nombre artístico, lo tomó de una combinación de Terry, un personaje de una serie televisiva Maya la elefanta, y Holiday, en honor de la cantante estadounidense Billie Holiday, pues Terry realizaba una caracterización de la cantante estadounidense Diana Ross, quien interpretó a Holiday en la película Lady Sings The Blues (1972).
En 1974, Terry trabajaba como decoradora en una boutique de la Zona Rosa, cuando descubrió que se realizaban audiciones para el musical Hair. Terry fue seleccionada para actuar en dicho montaje y el director de la obra, Joe Donovan, decidió que interpretara únicamente personajes femeninos. Fue un montaje considerado muy atrevido para la época.
Pronto, Terry se consolidó como destacada vedette. En su faceta como actriz, Terry colaboró con Alejandro Jodorowsky en el montaje Lucrecia Borgia (1977), producción encabezada originalmente por Irma Serrano La Tigresa para ser representada en el Teatro Fru Frú de la capital mexicana. Los desacuerdos entre Jodorowsky y La Tigresa, derivaron en la realización de dos obras diferentes. Terry permaneció junto a Jodorowsky en su versión del montaje, que finalmente se estrenó en el Teatro Lírico. Terry afirma que Jodorowsky y Joe Donovan, fueron quienes le ayudaron en el proceso de definir su identidad femenina. También participó en numerosos montajes teatrales de comedia, alternando con cómicos mexicanos y vedettes como Alfonso Zayas, Princesa Lea, Angélica Chaín y otros más. Entre 1979 y 1985, Terry también formó parte del espectáculo de transformismo Schakkira Travesti Show. En 1985, actuó junto a Alfonso Zayas y Maty Huitrón en la obra Despedida de soltero, que obtuvo gran éxito de taquilla y alcanzó más de 400 representaciones.
En 1972, Terry debutó en el cine con un rol de extra en la cinta La montaña sagrada, de Alejandro Jodorowsky. Luego actuó en películas como Noches de cabaret (1978), de Rafael Portillo, con Sasha Montenegro y Jorge Rivero; Ratas de asfalto (1978), de Rafael Villaseñor, con Ana Martín y Armando Silvestre; La vida difícil de una mujer fácil (1979), protagonizada también por Montenegro y dirigida por José María Fernández Unsáin; Cuando tejen las arañas (1979), de Roberto Gavaldón, con Alma Muriel y Angélica Chaín; El sexo me da risa (1979), de Rafael Villaseñor, con Sasha Montenegro y Alfonso Zayas; A fuego lento (1980), de Juan Ibáñez, película perdida en donde aparece bailando con Damaso Pérez Prado en el Teatro Blanquita; Los pen...itentes del P.U.P, con Alberto Rojas (1989) y La jaula del pájaro (1997), de nuevo junto a Rojas. En 2011, Terry reapareció en el cine en la cinta Acorazado, de Álvaro Curiel, junto a Silverio Palacios. Terry también fue parte del grupo Peyote y la Compañía, fundado en 1970, y dedicado a la realización de cine experimental.
En 1996, actuó en la serie televisiva Cuentos para solitarios, de MVS Comunicaciones. 
En una época, Holiday tuvo su propia compañía de espectáculos de vedettismo y transformismo y radicó diez años en Monterrey, Nuevo León. Entre sus caracterizaciones más famosas se encuentran las de las cantantes mexicanas Daniela Romo, Lila Downs y Eugenia León. Fuera de México, también trabajó en el Embassy Auditorium de Los Ángeles, California, Estados Unidos. También ha fungido como modelo y sus fotografías han formado parte de innumerables exposiciones de reconocidos fotógrafos. Terry también es pintora y ha vendido sus obras a algunos coleccionistas.
Mención aparte merece su trabajo como diseñadora y realizadora de vestuario, especialmente para shows de teatro y cabaret.
Como modelo, Terry ha aparecido en videos musicales de artistas como Lila Downs y Paulina Rubio.
Terry también se ha destacado en su faceta de activista. A partir de la década de los 80, se ha dedicado a apoyar distintas campañas para la prevención del VIH / SIDA.
En 2017, Terry es la figura central del documental La fiesta de todos los días o nada es lo que parece, el cual fue dirigido por Arturo Ripstein para la serie Noctámbulos: Historias de una noche, de Canal 11.
En 2019, Terry realiza un cameo en la cinta Cindy la Regia, de Catalina Aguilar Mastretta.

## Filmografía

### Televisión
- Cuentos para solitarios (1996)
- Noctámbulos (Episodio: La fiesta de todos los días o nada es lo que parece) (Documental) (2017)
- La casa de las flores (2019)

### Cine
- La montaña sagrada (1972)
- Noches de cabaret (1978)
- Ratas de asfalto (1978)
- La vida difícil de una mujer fácil (1979)
- Cuando tejen las arañas (1979)
- El sexo me da risa (1979)
- A fuego lento (1980)
- Los pen...itentes del P.U.P (1987)
- La jaula del pájaro (1997)
- Acorazado (2010)
- Cindy la Regia (2019)

### Teatro
- Hair (1974)
- Lucrecia Borgia (1977)
- Despedida de soltero (1985)